# Traprain Law
Traprain Law är en kulle i Storbritannien.   Den ligger i kommunen East Lothian och riksdelen Skottland, i den centrala delen av landet, 500 km norr om huvudstaden London. Toppen på Traprain Law är 214 meter över havet, eller 125 meter över den omgivande terrängen. Bredden vid basen är 3,0 km.
Terrängen runt Traprain Law är platt åt nordväst, men åt sydost är den kuperad. Runt Traprain Law är det ganska glesbefolkat, med 21 invånare per kvadratkilometer. Närmaste större samhälle är Haddington, 7,0 km väster om Traprain Law. Trakten runt Traprain Law består till största delen av jordbruksmark.